# Larry Cannon
Lawrence T. "Larry" Cannon (Filadelfia, Pensilvania; 12 de abril de 1947 - 29 de mayo de 2024) fue un jugador de baloncesto estadounidense que jugó tres temporadas en la ABA y una más en la NBA. Con 1,93 metros de altura, lo hacía en la posición de base.

## Trayectoria deportiva

### Universidad
Jugó durante tres temporadas con los Explorers de la Universidad de La Salle, en las que promedió 19,0 puntos, 8,9 rebotes y 4,6 asistencias por partido.

### Profesional
Fue elegido en la quinta posición del Draft de la NBA de 1969 por Chicago Bulls, y también por The Floridians en la primera ronda del draft de la ABA, eligiendo la segunda opción. En Miami jugó una buena primera temporada de bnovato, promediando 11,8 puntos y 2,7 asistencias por partido. Antes del comienzo de la temporada siguiente fue traspasado a Denver Rockets junto con Don Sidle, a cambio de Larry Jones y Greg Wittman. Allí jugaría su mejor temporada como profesional, al promediar 26,6 puntos y 5,2 asistencias por partido, lo que le permitió ser incluido en el segundo mejor quinteto de la ABA.
Pero tras esa gran temporada se convirtió en agente libre, y decidió fichar por los Memphis Pros. Allí no le van tan bien las cosas, siendo traspasado a mitad de campaña a los Indiana Pacers, con quienes acabaría ganando su único título de liga, pero viendo sus minutos reducidos a una tercera parte. Nada más comenzar la siguiente temporada es cortado, fichando por Philadelphia 76ers de la NBA, con quienes jugaría sus últimos 19 partidos en las grandes ligas. Se vio forzado a retirarse prematuramente a causa de una enfermedad crónica, flebitis en sus pìernas.
Tras retirarse, en 1976 aceptó el puesto de jugador-entrenador de los Lancaster Red Roses de la CBA.

## Estadísticas de su carrera en la NBA y la ABA

### Temporada regular
| Temporada | Edad | Equipo             | Liga  | P   | TIT | MIN  | TC  | TCA  | %TC  | 3P  | 3PA | %3P  | TL  | TLA | %TL  | R.OF. | R.DEF. | REB | ASIS | ROB | TAP | PER | FP  | PTS  |
| 1969-70   | 22   | The Floridians     | ABA   | 57  |     | 26.4 | 4.4 | 11.6 | .383 | 0.1 | 0.5 | .267 | 2.8 | 4.1 | .681 | 1.3   | 1.2    | 2.5 | 2.7  |     |     | 2.2 | 2.3 | 11.8 |
| 1970-71   | 23   | Denver Rockets     | ABA   | 80  |     | 38.7 | 9.4 | 21.5 | .436 | 0.2 | 0.9 | .261 | 7.6 | 9.5 | .794 | 2.6   | 1.6    | 4.2 | 5.2  |     |     | 4.3 | 3.0 | 26.6 |
| 1971-72   | 24   | TOTAL              | ABA   | 54  |     | 21.7 | 4.2 | 11.3 | .374 | 0.1 | 0.3 | .214 | 3.0 | 4.1 | .742 | 1.1   | 0.9    | 2.0 | 2.8  |     |     | 1.9 | 2.3 | 11.5 |
| 1971-72   | 24   | Memphis Pros       | ABA   | 26  |     | 26.7 | 6.2 | 16.7 | .370 | 0.1 | 0.3 | .250 | 4.3 | 5.8 | .753 | 1.7   | 1.2    | 2.8 | 3.0  |     |     | 2.4 | 2.4 | 16.8 |
| 1971-72   | 24   | Indiana Pacers     | ABA   | 28  |     | 17.1 | 2.4 | 6.3  | .383 | 0.0 | 0.2 | .167 | 1.8 | 2.5 | .718 | 0.5   | 0.6    | 1.2 | 2.6  |     |     | 1.5 | 2.2 | 6.6  |
| 1973-74   | 26   | TOTAL              | TOTAL | 22  |     | 16.4 | 2.4 | 6.1  | .388 | 0.0 | 0.0 |      | 0.9 | 1.4 | .645 | 0.8   | 1.0    | 1.8 | 2.5  | 0.3 | 0.2 | 0.1 | 2.3 | 5.6  |
| 1973-74   | 26   | Indiana Pacers     | ABA   | 3   |     | 8.7  | 1.0 | 2.3  | .429 | 0.0 | 0.0 |      | 0.3 | 1.0 | .333 | 0.3   | 0.7    | 1.0 | 1.0  | 0.0 | 0.0 | 1.0 | 0.7 | 2.3  |
| 1973-74   | 26   | Philadelphia 76ers | NBA   | 19  |     | 17.6 | 2.6 | 6.7  | .386 |     |     |      | 1.0 | 1.5 | .679 | 0.8   | 1.1    | 1.9 | 2.7  | 0.4 | 0.2 |     | 2.5 | 6.2  |
| Total     |      |                    | TOTAL | 213 |     | 28.8 | 6.0 | 14.7 | .411 | 0.1 | 0.6 | .257 | 4.5 | 5.9 | .760 | 1.7   | 1.2    | 2.9 | 3.6  | 0.3 | 0.2 | 3.0 | 2.6 | 16.6 |
|           |      |                    | ABA   | 194 |     | 29.9 | 6.4 | 15.5 | .412 | 0.1 | 0.6 | .257 | 4.8 | 6.3 | .762 | 1.8   | 1.3    | 3.0 | 3.7  | 0.0 | 0.0 | 3.0 | 2.6 | 17.7 |
|           |      |                    | NBA   | 19  |     | 17.6 | 2.6 | 6.7  | .386 |     |     |      | 1.0 | 1.5 | .679 | 0.8   | 1.1    | 1.9 | 2.7  | 0.4 | 0.2 |     | 2.5 | 6.2  |